# Zújar (fiume)
Lo Zújar è un fiume della Spagna, l'affluente di sinistra di maggior portata del Guadiana. Ha una lunghezza di 214 km e un bacino idrografico di 8.508 km². Nasce dal cerro de La Calaveruela, presso Fuente Obejuna, e attraversa la parte nordoccidentale della provincia di Cordova, così come le comarche della Campiña Sur e di La Serena, in Estremadura, fino alla confluenza a Villanueva de la Serena.
I principali affluenti sono i fiumi Guadamatilla, Guadalmez, Esteras e Guadalemar, da destra; e il Guadalefra, da sinistra.

## Geografia

### Nascita
Il fiume Zújar nasce in provincia di Cordova, presso Fuente Obejuna, nella Fuente de la Santanilla situata nel sito chiamato La Calaveruela (733 m). La sorgente si situa alle falde del Cerro de la Calaveruela, presso la località di La Coronada, villaggio appartenente al comune di Fuente Obejuna.
I primi 4 km del fiume si trovano completamente nella provincia di Cordova, quindi, a partire dal sito conosciuto localmente come Huerta del Zújar, segna il confine tra le provincie di Cordova (Andalusia) e Badajoz (Estremadura) fino allo sbocco nel lago di La Serena.

### Corso
Inizialmente scorre verso nord, segnando il confine tra le provincie di Cordova e Badajoz. In corrispondenza della confluenza con il Guadalmez, presso Cabeza del Buey, gira verso nordovest, espandendosi come coda del lago di La Serena. Dopo il lago dello Zújar, scorre ancora per alcuni chilometri verso ovest confluendo nel Guadiana presso Villanueva de la Serena (Badajoz).

### Bacini artificiali
Avendo una pluviometria irregolare, lo Zújar è regolato da due laghi. Nel 1964 fu costruita la diga dello Zújar, nell'ambito del Plan Badajoz che dotò il bacino del Guadiana di abbondanti risorse per sfruttarlo per l'irrigazione e per la produzione di energia idroelettrica. Più di vent'anni dopo, tagliando la coda del bacino costruito, ovverosia a monte, si iniziò nel 1986 la costruzione di un nuovo sbarramento sullo Zújar. I lavori furono completati nel 1990. Questo nuovo lago, chiamato lago di La Serena, è il maggior bacino artificiale della Spagna, e uno dei più grandi d'Europa, convertendo i pascoli delle rive dello Zújar in un grande mare interno ampio fino a 13.000 ha.